# If Only (film)
If Only è un film del 2004 diretto da Gil Junger.
Pellicola di produzione britannica con protagonisti Jennifer Love Hewitt e Paul Nicholls.

## Trama
Samantha Andrews è una ragazza americana, che vive a Londra con il fidanzato Ian Wyndham. Alla fine della loro giornata, Ian va ad un concerto di Samantha in taxi; dopo il concerto, Samantha e Ian vanno in un ristorante in cui scoppia una lite in cui Samantha accusa Ian di non saperla amare davvero; Samantha esce dal ristorante in lacrime e sale sul taxi mentre Ian cerca di inseguirla, ma proprio in quel momento il taxi, arrivato ai semafori, viene travolto da un'altra macchina sotto gli occhi di Ian, mentre Samantha viene portata in ospedale, dove morirà poco dopo a causa delle gravi ferite. Ian torna al suo appartamento, trova il quaderno di Samantha e lo apre, trovandovi un brano su cui stava lavorando. Si addormenta stringendo il quaderno a sé.
La mattina seguente, Ian trova Samantha vicino al letto viva e vegeta; scoprirà infatti che tutto ciò che aveva passato il giorno precedente era solo un sogno e che perciò il destino ha voluto dargli una possibilità per stare vicino a Samantha. Dopo lo shock iniziale, Ian ritrova la felicità e cerca di evitare gli eventi del sogno anche se non con i risultati sperati: Samantha si brucia con la piastra per i capelli invece di scottarsi con il bollitore; la maglietta di Samantha viene macchiata, mentre l'orologio rimane intatto. Ian decide di rendere felice Samantha portandola nel suo casale in montagna; i due si dichiarano i loro sentimenti e fanno l'amore. Tornati a Londra, dopo un concerto decidono di andare a cena fuori in un ristorante. Dopo cena, prendono un taxi e mentre si stanno baciando l'auto viene travolta da un'altra macchina, ma Ian si getta su Samantha, salvandole la vita ma morendo al posto suo.

## Colonna sonora
La colonna sonora del film è composta da canzoni cantate dall'attrice protagonista, Jennifer Love Hewitt:
1. Love Will Show You Everything
2. Take My Heart Back
3. If Only Theme Music - 1' 42" (di Paul Englishby)